# Davide penitente
Davide penitente (en español David penitente) K. 469, es una cantata compuesta por Wolfgang Amadeus Mozart (1756-1791), con letra de Saverio Mattei (1742–1795).

## Historia
La cantata fue encargada por la Tonkünstler-Societät (“Sociedad de músicos”) de Viena, y se estrenó el 13 de marzo de 1785 en el Burgtheater (“Teatro imperial”). La mayor parte de la música proviene de la inacabada Gran Misa en Do menor, K. 427 (1782–83), aunque dos arias (A te, fra tanti affanni y Fra l'oscure ombre funeste) y una cadenza para el último movimiento (Chi in dio sol spera) fueron escritos nuevamente para la obra.

## Autoría del texto
La letra fue atribuida previamente a Lorenzo Da Ponte, siguiendo un informe del músico inglés Vincent Novello. Sin embargo, ahora se sabe  que el texto procede de las traducciones italianas de los Salmos hechas por Saverio Mattei (1742–95).

## Análisis de la obra
El tema está basado en textos del Libro de Samuel del Antiguo Testamento, usando versos libres según el estilo de los Salmos sin usar los textos originales. El Davidde penitente no consta de una trama concreta. Contiene arias de coloratura operística y corales de gran dificultad técnica.

## Movimientos
La cantata Davidde penitente consta de 10 partes:
N.º 1. Coro: Alzai le flebili voci al signor,
N.º 2. Coro: Cantiam le glorie e le lodi
N.º 3. Aria: Lungi le cure ingrate
N.º 4. Coro: Sii pur sempre benigno
N.º 5. Dueto: Sorgi, o signore
N.º 6. Aria: A te, fra tanti affanni
N.º 7. Coro: Se vuoi, puniscimi
N.º 8. Aria: Fra l'oscure ombre funeste
N.º 9. Terceto: Tutte le mie speranze
No.10. Coro: Chi in Dio sol spera